# Douris de Samos
Pour les articles homonymes, voir Douris.
Douris de Samos (en grec ancien Δούρις ὁ Σάμιος /  Doúris ho Sámios), né vers -335, mort vers 280-270 av. J.-C., est un historien grec contemporain des Diadoques qui a été tyran de Samos. Son œuvre principale est une histoire de la Macédoine, Les Macédoniques, dont s'est notamment inspiré Plutarque dans plusieurs biographies. Il a été l'élève de Théophraste à l'école péripatéticienne, les fragments de Douris démontrant en effet une proximité morale avec les péripatéticiens.

## Famille
Il est le fils de Kaios, tyran de Samos, et le petit-fils de Douris, notable de Samos. Par son arrière-grand-mère paternelle, il est peut-être un descendant d'Alcibiade. Douris est probablement né en exil en Sicile à la suite de l'expulsion des habitants de Samos par les clérouques athéniens qui occupent la cité de 342 à 324 av. J.-C.
On lui connait deux frère, Lynkeus, élève de Théophraste, et Lysagoras.

## Biographie
Douris est cité par de nombreux auteurs antiques ; mais il existe peu de précisions sur sa vie. Douris a très probablement séjourné à Athènes pour parfaire son éducation, peu de temps avant 300. Il y est l'élève de Théophraste, scholarque de l'école péripatéticienne, le Lycée, et successeur d'Aristote. Encore enfant, il aurait remporté une épreuve pour enfants de pugilat aux Jeux olympiques, ce qui lui vaut une statue à Olympie.
Vers 294, Douris devient tyran de Samos, succédant probablement à son père. Il règne environ une décennie avec l'appui de Lysimaque, le roi de Thrace. Son règne a probablement cessé vers 281 sachant qu'à cette date la cité tombe aux mains de Ptolémée II. On sait que Douris a vécu au-delà de cette date.

## Œuvres
Douris est l'auteur de plusieurs ouvrages d'histoire dont il ne reste que des fragments. Il est auteur d'une Histoire de la Grèce, d'une Histoire d'Agathocle, d'Annales de l'Histoire de Samos et peut-être d'un traité sur la tragédie athénienne d'Euripide à Sophocle. Son principal ouvrage est les Macédoniques (Makédonika), elles aussi disparues. Selon le philologue Felix Jacoby, il reste de nos jours 96 fragments des œuvres de Douris, dont 36 proviennent des Macédoniques.
Les Macédoniques, composées de 23 livres, de l'histoire du royaume de Macédoine de la mort d'Amyntas III à la bataille de Couroupédion au cours de laquelle est tué son protecteur Lysimaque,. Cet ouvrage sert de source à d'autres auteurs, tels Plutarque (Vie d'Eumène, Vie de Démétrios) ou Trogue Pompée dont Les Histoires philippiques ont été abrégées par Justin.
D'après les fragments conservés, Douris montre un idéal tragique contrairement au pragmatisme de Thucydide et de l'histoire rhétorique. En effet, Douris attache beaucoup d'importance aux détails et aux anecdotes qui peuvent révéler le tempérament des grands hommes, ce qui s'avère proche de la pensée péripatéticienne. Cet esprit littéraire et dramatisant fait que Douris puisse être remis en cause : Plutarque met en doute la véracité de ses propos, tandis que Hiéronymos de Cardia semble avoir écrit l'Histoire des Successeurs d'Alexandre en réaction à Douris.
Selon certains historiens modernes, Douris ne témoigne pas d'une grande considération envers les Macédoniens. Il aurait opposé, par patriotisme grec, les vertueux Démosthène, Phocion et Eumène de Cardia aux Diadoques réputés excessifs et immoraux. Selon lui Polyperchon serait alcoolique, Démétrios montrerait de l'intempérance et se laisserait aller à la luxure. Pour autant Élien, qui s'inspire ici de Douris, compare négativement les origines supposément modestes d'Antigone le Borgne, Eumène et Polyperchon. Cependant, les remarques de Douris n'atteignent pas le prestige politique de ces personnages. La Vie de Démétrios de Plutarque, inspiré en droite ligne de Douris, ne témoigne d'aucune hostilité envers les Antigonides. En outre, Douris parait avoir ménagé Lysimaque. Du reste, Pausanias s'inspirera de Douris pour réfuter les accusations d'impiété formulées par Hiéronymos de Cardia contre Lysimaque et atténuer la responsabilité du roi dans le meurtre de son fils, Agathoclès. Par ailleurs, Douris ne témoigne pas d'hostilité envers Cassandre, le protecteur des péripatéticiens qui a été objet d'un traité de Théophraste (Sur la Royauté).
Douris condamne dans ses œuvres le vice, comme le luxe excessif, la décadence ou la boisson, qui engendraient, selon lui, un déclin politique et militaire.

## Sources
- Pour les fragments de Douris voir : Felix Jacoby, Fragmente der griechischen Historiker, II, A, 138 (1923-1930).